# Fire (песня The Crazy World of Arthur Brown)
«Fire» — песня 1968 года, написанная Артуром Брауном, Винсентом Крейном, Майком Файнсильвером и Питером Кером. Исполненная The Crazy World of Arthur Brown, она была выпущена в виде сингла и вошла в одноимённый дебютный альбом группы. В августе 1968 года сингл достиг первого места в Великобритании и в октябре в Канаде. В том же месяце она достигла второго места в американских чартах Billboard Hot 100 (незадолго до «Hey Jude» The Beatles) и поднялась на 19 позицию в Австралии. Также сингл достиг третьего места в Германии, четвёртого места во Франции, шестого в Нидерландах, седьмого в Австрии, восьмого в Ирландии и восемнадцатого в Финляндии. «Fire» был распродан тиражом в более одного миллиона копий и удостоился статуса золотого.

## Шлем
Во время живых выступлений и в черно-белом рекламном телевизионном ролике Браун исполнял песню в горящем шлеме. Шлем был сделан наскоро из кожаного покрытия на которое крепилось металлическое блюдо с жидкостью для зажигалок или бензином. Поскольку крышка не была изолирована, тепло от горящего топлива быстро передавалось через крепежный болт к верхней части головы Брауна, причиняя ему значительную боль.

## Версии
Официально «Fire» была выпущена в двух студийных миксах, один в стерео, а другой в моно. Мономикс не имеет партии духовых. Обе версии включены в СD-переиздание альбома The Crazy World of Arthur Brown. Би-сайдом стал другой трек альбома — «Rest Cure».

## О композиции
Песня является примером психоделического рока того времени, хотя отсутствие гитар или бас-гитары отличало её от многих современников. Ведущим инструментом в этом случае был орган Хаммонда Винсента Крейна, дополненный оркестровыми явно выраженными медными духовыми. Вступительное заявление певца «I am the God of Hellfire» (рус. Я - Бог Адского Пламени) стало прочной ключевой фразой. Песня заканчивается звуком ветра из ада и одним из фирменных криков Брауна в духе банши.
На оригинальном виниловом сингле авторство «Fire» было указано только за Артуром Брауном и Винсентом Крейном; тем не менее, Майк Файнсильвер и Питер Кер успешно подали в суд на соавторство и гонорары, основываясь на мелодическом сходстве с их песней «Baby, You’re a Long Way Behind».

## Участники записи
На радиошоу Ронни Вуда 14 ноября 2011 года, Вуд и Элис Купер утверждали, что партии баса исполняет Рон Вуд, но биография Артура Брауна Полли Маршалла утверждает, что «согласно сайту the-faces.com, Ронни играл на студийных сессиях Track Records при записи Fire, но он, должно быть, перепутал это с сессией BBC [от 8 апреля 1968 года]». На записи нет бас-гитары, только бас-педали.
- Артур Браун — вокал
- Винсент Крейн — клавишные, оркестровая аранжировка
- Дрэчен Тикер — ударные[10]

## Кавер-версии
- Японская группа Yuya Uchida & The Flowers[англ.] записала кавер-версию во время сессий для своего альбома Challenge![англ.], , но она не была издана до тех пор, пока не была включена в качестве бонус-трека на ограниченном издании 2007 года[11].
- Пит Таунсенд, один из продюсеров сингла, перепел песню (вместе с The Who) для альбома The Iron Man: A Musical[англ.] (1989).
- Хеви-метал-группа Cirith Ungol перепела песню на своём альбоме Paradise Lost[англ.] (1991).
- Emerson, Lake & Palmer перепели песню для сборника The Return of the Manticore[англ.] (1993).
- Индастриал-метал-группа Die Krupps сотрудничала с the Crazy World of Arthur Brown на кавере, вошедшем в их альбом Paradise Now[англ.] (1997).
- Экспериментальная хип-хоп-группа Death Grips засемплировала начало своего трека «Lord of the Game» (при участии Mexican Girl) из своего дебютного микстейпа Exmilitary (2011).